# Janas (traghetto)
Lo Janas è un traghetto appartenente alla compagnia di navigazione italiana Tirrenia CIN.

## Servizio
Varato il 22 settembre 2001 nel cantiere navale Fincantieri di Castellammare di Stabia con il nome di Janas e consegnato il 9 aprile 2002 alla Tirrenia di Navigazione, prende servizio nello stesso mese nei collegamenti tra Genova e Porto Torres in sostituzione dei vecchi traghetti della Classe Strade Romane.
Saltuariamente opera anche nei collegamenti tra Civitavecchia ed Olbia.
Nella mattina del 2 settembre 2003, durante la manovra di ingresso nel porto di Genova, sperona il molo Andrea Doria, per poi finire appoggiato ad un cantiere. Nell'incidente riportò danni al bulbo di prua, che vennero riparati in giornata. La sera stessa torna regolarmente in servizio.
Tuttavia, il molo riportò danni pari ad un milione di euro.
Il 15 ottobre 2003, striscia la fiancata di dritta contro una banchina del porto di Civitavecchia a causa del forte vento, riportando uno squarcio al di sopra della linea di galleggiamento. Successivamente viene trasferito in cantiere a Palermo, dove viene riparato.
Nei primi mesi dell'estate del 2009 sostituisce il Vincenzo Florio, fermo in seguito all'incendio, nei collegamenti tra Napoli e Palermo.
Dall'estate del 2013 opera in pianta stabile nei collegamenti da Genova e Civitavecchia a Olbia ed in quelli tra Civitavecchia e Cagliari in rotazione con le gemelle.
Nel novembre del 2017 e nel 2022 opera nei collegamenti tra Livorno ed Olbia.
Nella stagione estiva 2023 viene noleggiato alla GNV ed impiegato nei collegamenti tra Genova, Palermo e Tunisi.
Il 1º ottobre torna regolarmente in servizio per Tirrenia CIN nei collegamenti tra Civitavecchia ed Olbia, dove opera tutt'oggi nel periodo estivo in coppia con l'Athara. 
Saltuariamente, nel periodo estivo opera anche nei collegamenti tra Piombino ed Olbia.

## Navi gemelle
- Moby Ale Due
- Athara